# Romy Müller
Romy Müller (n. Lübbenau, República Democrática Alemana, 26 de julio de 1958), también conocida por su nombre de soltera Romy Schneider, es una atleta alemana que compitió principalmente en los 100 metros llanos para el Dynamo de Berlín y el Sportvereinigung Dynamo.

## Desempeño olímpico
Representó a la R. D. Alemana en los Juegos Olímpicos de Moscú 1980. En la competencia de relevo 4 × 100 metros obtuvo la medalla de oro, junto a sus compañeras Bärbel Wöckel, Ingrid Auerswald y Marlies Göhr; realizando un tiempo de 41,60 s (1° de agosto de 1980).
| Competencia      | Resultado           | Tiempo  |
| ---------------- | ------------------- | ------- |
| 100 m llanos     | 5°                  | 11,16 s |
| 200 m llanos     | 4°                  | 22,47 s |
| Relevo 4 × 100 m | 1° (medalla de oro) | 41,60 s |